# Silvana Santaella
Silvana Santaella Arellano (sinh ngày 29 tháng 9 năm 1983 tại Caracas, Venezuela) là một nữ hoàng sắc đẹp.
Ngày 16 tháng 10 năm 2003, Santaella đã tham dự cuộc thi sắc đẹp quốc gia Hoa hậu Venezuela 2003, được tổ chức tại Caracas và đạt danh hiệu Á hậu 1. Sau đó, cô đã chiến thắng cuộc thi Miss Italia nel Mondo 2004.
Cô được trao vương miện Hoa hậu Trái Đất Venezuela 2007 vào ngày 7 tháng 6 năm 2007 tại Caracas bởi Marianne Puglia, Hoa hậu Trái Đất Venezuela 2006 và Alexandra Braun Waldeck, Hoa hậu Trái Đất 2005 và được quyền đại diện cho Venezuela tại đấu trường sắc đẹp Hoa hậu Trái Đất 2007. Tại đây, cô đã đoạt vương miện Hoa hậu Nước (tương đương Á hậu 2). Ngoài ra, cô còn đoạt giải thưởng phụ Trình diễn áo tắm đẹp nhất (Best in Swimsuit), Trang phục dạ hội đẹp nhất (Best in Long Gown). Người đoạt vương miện năm đó là Jessica Trisko, đại diện của Canada.